# Second Division 2000-2001
La Football League Second Division 2000-2001 è stato il 74º campionato inglese di calcio di terza divisione, nonché il 9º con la denominazione di Second Division.

## Squadre partecipanti
| Squadra             | Città                    | Stadio            | Stagione precedente                                     |
| ------------------- | ------------------------ | ----------------- | ------------------------------------------------------- |
| Bournemouth         | Bournemouth              | Dean Court        | 16º posto in Football League Second Division            |
| Brentford           | Londra (Hounslow)        | Griffin Park      | 17º posto in Football League Second Division            |
| Bristol City        | Bristol                  | Ashton Gate       | 9º posto in Football League Second Division             |
| Bristol Rovers      | Bristol                  | Memorial Stadium  | 7º posto in Football League Second Division             |
| Bury                | Bury                     | Gigg Lane         | 15º posto in Football League Second Division            |
| Cambridge United    | Cambridge                | Abbey Stadium     | 19º posto in Football League Second Division            |
| Colchester United   | Colchester               | Layer Road        | 18º posto in Football League Second Division            |
| Luton Town          | Luton                    | Kenilworth Road   | 13º posto in Football League Second Division            |
| Millwall            | Londra (Bermondsey)      | The Den           | 5º posto in Football League Second Division             |
| Northampton Town    | Northampton              | Sixfields Stadium | 3º posto in Football League Third Division, promosso    |
| Notts County        | Nottingham               | Meadow Lane       | 8º posto in Football League Second Division             |
| Oldham Athletic     | Oldham                   | Boundary Park     | 14º posto in Football League Second Division            |
| Oxford United       | Oxford                   | Manor Ground      | 20º posto in Football League Second Division            |
| Peterborough United | Peterborough             | London Road       | 5º posto in Football League Third Division, promosso    |
| Port Vale           | Stoke-on-Trent (Burslem) | Vale Park         | 23º posto in Football League First Division, retrocesso |
| Reading             | Reading                  | Madejski Stadium  | 10º posto in Football League Second Division            |
| Rotherham United    | Rotherham                | Millmoor          | 2º posto in Football League Third Division, promosso    |
| Stoke City          | Stoke-on-Trent           | Britannia Stadium | 6º posto in Football League Second Division             |
| Swansea City        | Swansea                  | Vetch Field       | 1º posto in Football League Third Division, promosso    |
| Swindon Town        | Swindon                  | County Ground     | 24º posto in Football League First Division, retrocesso |
| Walsall             | Walsall                  | Bescot Stadium    | 22º posto in Football League First Division, retrocesso |
| Wigan Athletic      | Wigan                    | JJB Stadium       | 6º posto in Football League Second Division             |
| Wrexham             | Wrexham                  | Racecourse Ground | 11º posto in Football League Second Division            |
| Wycombe Wanderers   | High Wycombe             | Adams Park        | 12º posto in Football League Second Division            |

## Classifica
|  | Pos. | Squadra          | Pt | G  | V  | N  | P  | GF | GS  | DR  |
|  | ---- | ---------------- | -- | -- | -- | -- | -- | -- | --- | --- |
|  | 1.   | Millwall         | 93 | 46 | 28 | 9  | 9  | 89 | 38  | +51 |
|  | 2.   | Rotherham Utd    | 91 | 46 | 27 | 10 | 9  | 79 | 55  | +24 |
|  | 3.   | Reading          | 86 | 46 | 25 | 11 | 10 | 86 | 52  | +34 |
|  | 4.   | Walsall          | 81 | 46 | 23 | 12 | 11 | 79 | 50  | +29 |
|  | 5.   | Stoke City       | 77 | 46 | 21 | 14 | 11 | 74 | 49  | +25 |
|  | 6.   | Wigan            | 75 | 46 | 19 | 18 | 9  | 53 | 42  | +11 |
|  | 7.   | Bournemouth      | 73 | 46 | 20 | 13 | 13 | 79 | 55  | +24 |
|  | 8.   | Notts County     | 69 | 46 | 19 | 12 | 15 | 62 | 66  | -4  |
|  | 9.   | Bristol City     | 68 | 46 | 18 | 14 | 14 | 70 | 56  | +14 |
|  | 10.  | Wrexham          | 63 | 46 | 17 | 12 | 17 | 65 | 71  | -6  |
|  | 11.  | Port Vale        | 62 | 46 | 16 | 14 | 16 | 55 | 49  | +6  |
|  | 12.  | Peterborough Utd | 59 | 46 | 15 | 14 | 17 | 61 | 66  | -5  |
|  | 13.  | Wycombe          | 59 | 46 | 15 | 14 | 17 | 46 | 53  | -7  |
|  | 14.  | Brentford        | 59 | 46 | 14 | 17 | 15 | 56 | 70  | -14 |
|  | 15.  | Oldham Athletic  | 58 | 46 | 15 | 13 | 18 | 53 | 65  | -12 |
|  | 16.  | Bury             | 58 | 46 | 16 | 10 | 20 | 45 | 59  | -14 |
|  | 17.  | Colchester Utd   | 57 | 46 | 15 | 12 | 19 | 55 | 59  | -4  |
|  | 18.  | Northampton Town | 57 | 46 | 15 | 12 | 19 | 46 | 59  | -13 |
|  | 19.  | Cambridge Utd    | 53 | 46 | 14 | 11 | 21 | 61 | 77  | -16 |
|  | 20.  | Swindon Town     | 52 | 46 | 13 | 13 | 20 | 47 | 65  | -18 |
|  | 21.  | Bristol Rovers   | 51 | 46 | 12 | 15 | 19 | 53 | 57  | -4  |
|  | 22.  | Luton Town       | 40 | 46 | 9  | 13 | 24 | 52 | 80  | -28 |
|  | 23.  | Swansea City     | 37 | 46 | 8  | 13 | 25 | 47 | 73  | -26 |
|  | 24.  | Oxford Utd       | 27 | 46 | 7  | 6  | 33 | 53 | 100 | -47 |

Legenda:
      Promosso in Football League First Division 2001-2002.
  Ammesso ai play-off.
      Retrocesso in Football League Third Division 2001-2002.
Regolamento:
Tre punti a vittoria, uno a pareggio, zero a sconfitta.
In caso di arrivo di due o più squadre a pari punti, la graduatoria verrà stilata secondo i seguenti criteri:
- differenza reti
- maggior numero di gol segnati

## Spareggi

### Play-off

#### Tabellone
|  | Semifinali | Semifinali | Semifinali | Semifinali | Semifinali |  |  | Finale | Finale        | Finale |  |
|  |            |            |            |            |            |  |  |        |               |        |  |
|  | 6          | Wigan      | 0          | 1          | 1          |  |  |        |               |        |  |
|  | 3          | Reading    | 0          | 2          | 2          |  |  | 3      | Reading       | 2      |  |
|  | 5          | Stoke City | 0          | 2          | 2          |  |  | 4      | Walsall (dts) | 3      |  |
|  | 4          | Walsall    | 0          | 4          | 4          |  |  |        |               |        |  |

#### Semifinali
|                | Risultati |                | Luogo e data                   |
| -------------- | --------- | -------------- | ------------------------------ |
| Stoke City     | 0-0       | Walsall        | Stoke-on-Trent, 13 maggio 2001 |
| Walsall        | 4-2       | Stoke City     | Walsall, 16 maggio 2001        |
|                |           |                |                                |
| Wigan Athletic | 0-0       | Reading        | Wigan, 13 maggio 2001          |
| Reading        | 2-1       | Wigan Athletic | Reading, 16 maggio 2001        |
|                |           |                |                                |

#### Finale
|         | Risultato |         | Luogo e data                                 |
| ------- | --------- | ------- | -------------------------------------------- |
| Reading | 2-3 (dts) | Walsall | Cardiff (Millennium Stadium), 27 maggio 2001 |
|         |           |         |                                              |